# Phó Chính Hoa
Phó Chính Hoa (giản thể: 傅政华; phồn thể: 傅政華; bính âm: Fù Zhènghuá; sinh tháng 3 năm 1955) là thạc sĩ luật học, chính khách và sĩ quan cảnh sát cấp cao của nước Cộng hòa Nhân dân Trung Hoa, cảnh hàm Phó Tổng Cảnh giám. Ông là Ủy viên Ủy ban Trung ương Đảng Cộng sản Trung Quốc khóa XIX, nguyên Phó Bí thư Ban Cán sự Đảng Bộ Tư pháp, Bộ trưởng Bộ Tư pháp Trung Quốc.
Phó Chính Hoa từng là Ủy viên Ban Thường vụ Thành ủy Bắc Kinh, Phó Bí thư Ủy ban Chính trị Pháp luật Thành ủy Bắc Kinh và Bí thư Đảng ủy, Cục trưởng Cục Công an Thành phố Bắc Kinh kiêm nhiệm Ủy viên Đảng ủy Bộ Công an, Thứ trưởng Bộ Công an Trung Quốc và Bí thư thứ nhất Đảng ủy Tổng đội Cảnh sát Vũ trang Thành phố, Chính ủy thứ nhất Tổng đội Cảnh sát Vũ trang Thành phố Bắc Kinh. Tháng 1 năm 2015, ông kiêm nhiệm Ủy viên Ủy ban Chính trị Pháp luật Trung ương Đảng Cộng sản Trung Quốc. Tháng 5 năm 2016, ông nhậm chức Thứ trưởng Thường trực Bộ Công an Trung Quốc, hàm Bộ trưởng. Ngày 19 tháng 3 năm 2018, Phó Chính Hoa được Đại hội đại biểu Nhân dân toàn quốc bổ nhiệm làm Bộ trưởng Bộ Tư pháp của Cộng hoà Nhân dân Trung Hoa.
Ngày 29 tháng 4 năm 2020, ông được miễn nhiệm chức vụ Bộ trưởng Bộ Tư pháp, nghỉ hưu. Từ tháng 5 năm 2020, ông giữ chức Phó Chủ nhiệm Ủy ban Pháp luật và Xã hội của Ủy ban Toàn quốc Hội nghị Hiệp thương Chính trị Nhân dân Trung Quốc. Ông đã bị bãi chức và bắt giam để điều tra về "những vi phạm nghiêm trọng" kỷ luật và pháp luật quốc gia vào tháng 10 năm 2021.

## Tiểu sử

### Thân thế
Phó Chính Hoa là người Hán sinh ngày 13 tháng 3 năm 1955, người huyện Loan, tỉnh Hà Bắc.

### Giáo dục
Phó Chính Hoa tốt nghiệp cao đẳng tại chức (chuyên ngành pháp luật Phân hiệu Đại học Bắc Kinh nay là Đại học Liên hợp Bắc Kinh). Ông có học vị thạc sĩ luật học.

### Sự nghiệp
Tháng 12 năm 1970, Phó Chính Hoa tham gia công tác. Tháng 9 năm 1973, ông gia nhập Đảng Cộng sản Trung Quốc. Ông từng đảm nhiệm Phó Cục trưởng Cục Điều tra hình sự, Bộ Công an; Ủy viên Đảng ủy Cục Công an Thành phố Bắc Kinh, Phó Cục trưởng Cục Công an Bắc Kinh, Phó Chủ nhiệm Ủy ban Cấm độc Thành phố Bắc Kinh và Phó Bí thư Đảng ủy Cục Công an Thành phố, Phó Cục trưởng Cục Công an Bắc Kinh.
Tháng 1 năm 2010, Phó Chính Hoa được bổ nhiệm làm Bí thư Đảng ủy Cục Công an Thành phố, Phó Cục trưởng Cục Công an Thành phố Bắc Kinh. Tháng 2 năm 2010, ông được bổ nhiệm giữ chức Bí thư Đảng ủy kiêm Cục trưởng Cục Công an Thành phố Bắc Kinh. Tháng 6 năm 2010, ông kiêm nhiệm chức vụ Phó Bí thư Ủy ban Chính trị Pháp luật Thành ủy Bắc Kinh. Tháng 7 năm 2010, ông được bầu kiêm nhiệm chức vụ Ủy viên Ban Thường vụ Thành ủy Bắc Kinh.
Tháng 8 năm 2013, Phó Chính Hoa kiêm nhiệm chức vụ Ủy viên Đảng ủy Bộ Công an, Thứ trưởng Bộ Công an Trung Quốc. Tháng 1 năm 2015, ông kiêm nhiệm chức vụ Ủy viên Ủy ban Chính trị Pháp luật Trung ương Đảng Cộng sản Trung Quốc.
Tháng 3 năm 2015, Phó Chính Hoa được bổ nhiệm làm Phó Bí thư Đảng ủy Bộ Công an, Thứ trưởng Bộ Công an Trung Quốc, hàm Bộ trưởng đồng thời thôi kiêm nhiệm các chức vụ Ủy viên Ban Thường vụ Thành ủy Bắc Kinh, Phó Bí thư Ủy ban Chính trị Pháp luật Thành ủy Bắc Kinh và Bí thư Đảng ủy, Cục trưởng Cục Công an Thành phố Bắc Kinh.
Ngày 26 tháng 9 năm 2015, nhật báo Tân Cương có bài viết cho biết ông Du Chính Thanh, Ủy viên Ban Thường vụ Bộ Chính trị Đảng Cộng sản Trung Quốc, Chủ tịch Hội nghị Hiệp thương Chính trị Nhân dân Trung Quốc làm Trưởng đoàn đại biểu Trung ương dự Lễ hoạt động kỷ niệm 60 năm thành lập Khu tự trị Tân Cương tại thủ phủ Urumqi. Khi giới thiệu về Phó Chính Hoa, một thành viên đoàn đại biểu, bài báo viết là "Thứ trưởng, Phó Bí thư Đảng ủy Bộ Công an, Chủ nhiệm Phòng 610 Trung ương". Tuy nhiên sau đó thông tin này mau chóng bị gỡ bỏ.
Tháng 5 năm 2016, ông được bổ nhiệm giữ chức Phó Bí thư Đảng ủy Bộ Công an, Thứ trưởng Thường trực Bộ Công an Trung Quốc, hàm Bộ trưởng. Tháng 8 năm 2016, ông được miễn nhiệm chức vụ Ủy viên Ủy ban Chính trị Pháp luật Trung ương Đảng Cộng sản Trung Quốc.
Ngày 24 tháng 10 năm 2017, tại phiên bế mạc của Đại hội Đảng Cộng sản Trung Quốc lần thứ XIX, Phó Chính Hoa được bầu làm Ủy viên Ủy ban Trung ương Đảng Cộng sản Trung Quốc khóa XIX. Sáng ngày 19 tháng 3 năm 2018, kỳ họp thứ nhất Đại hội đại biểu Nhân dân toàn quốc (Quốc hội Trung Quốc) khóa XIII đã tổ chức hội nghị toàn thể lần thứ 7 bầu Phó Chính Hoa làm Bộ trưởng Bộ Tư pháp Trung Quốc nhiệm kỳ 2018 đến năm 2023.
Ông nghỉ hưu năm 2020.

## Hoạt động
Tháng 5 năm 2010, Phó Chính Hoa đã cho đóng cửa Thiên đường Nhân gian, một hộp đêm sang trọng bị nghi là có hoạt động mại dâm, chỉ sau 74 ngày làm Cảnh sát trưởng Bắc Kinh.
Phó Chính Hoa có vai trò hàng đầu trong việc đưa cựu Bộ trưởng Công an Chu Vĩnh Khang ra trước công lý về tội tham nhũng và lạm quyền trong số nhiều cáo buộc khác vào năm 2013. Theo tờ Bưu điện Hoa Nam Buổi Sáng, ông Tập Cận Bình từng thành lập một đơn vị đặc biệt do Phó Chính Hoa, Thứ trưởng Bộ Công an kiêm Giám đốc Công an Bắc Kinh đứng đầu để điều tra vụ bê bối xung quanh cựu Ủy viên Thường vụ Bộ Chính trị, Bí thư Ủy ban Chính trị Pháp luật Trung ương Chu Vĩnh Khang mà bỏ qua vai trò của Ủy ban Kiểm tra Kỷ luật Trung ương Đảng Cộng sản Trung Quốc (CCDI).
Tháng 5 năm 2014, vài tháng sau khi nhậm chức Thứ trưởng Bộ Công an kiêm Cục trưởng Cục Công an Bắc Kinh, Phó Chính Hoa đích thân lãnh đạo các cuộc tuần tra vũ trang của cảnh sát trên đường phố Bắc Kinh.